# Griekse landschildpad
De Griekse landschildpad of Griekse schildpad (Testudo hermanni) is een schildpad uit de familie landschildpadden (Testudinidae).
De schildpad is een middelgrote soort die een schildlengte bereikt van ongeveer 20 tot 30 centimeter. De kleur van het rugschild is geel met zwarte accenten op de hoornplaten. Het buikschild heeft een gele tot geelbruine kleur met zwarte banden aan weerszijden van het schild of zwarte vlekken en/of strepen. Vrouwtjes en mannetjes zijn pas op latere leeftijd goed van elkaar te onderscheiden.
De Griekse landschildpad komt voor in het Middellandse Zeegebied in de landen Frankrijk, Spanje, Italië en Griekenland. Het areaal beslaat verder verschillende delen van zuidelijk en oostelijk Europa, grofweg van midden-Slovenië en zuidelijk Roemenië in het noorden. De habitat bestaat uit relatief droge streken met veel begroeiing. 
De Griekse landschildpad is voornamelijk een herbivoor die leeft van bladeren en grassen maar af en toe worden wel kleine dieren of aas gegeten. In veel Mediterraanse landen is de schildpad geliefd in tuinen en daarnaast wordt de soort veel in gevangenschap gehouden. De Griekse landschildpad is van alle landschildpadden de meest gehouden soort in Nederland. De Griekse landschildpad wordt sterk bedreigd en gaat al sinds decennia sterk in aantal achteruit, ook is het verspreidingsgebied steeds kleiner geworden. Als gevolg daarvan wordt het dier beschermd door verschillende nationale en internationale wetten.

## Naamgeving

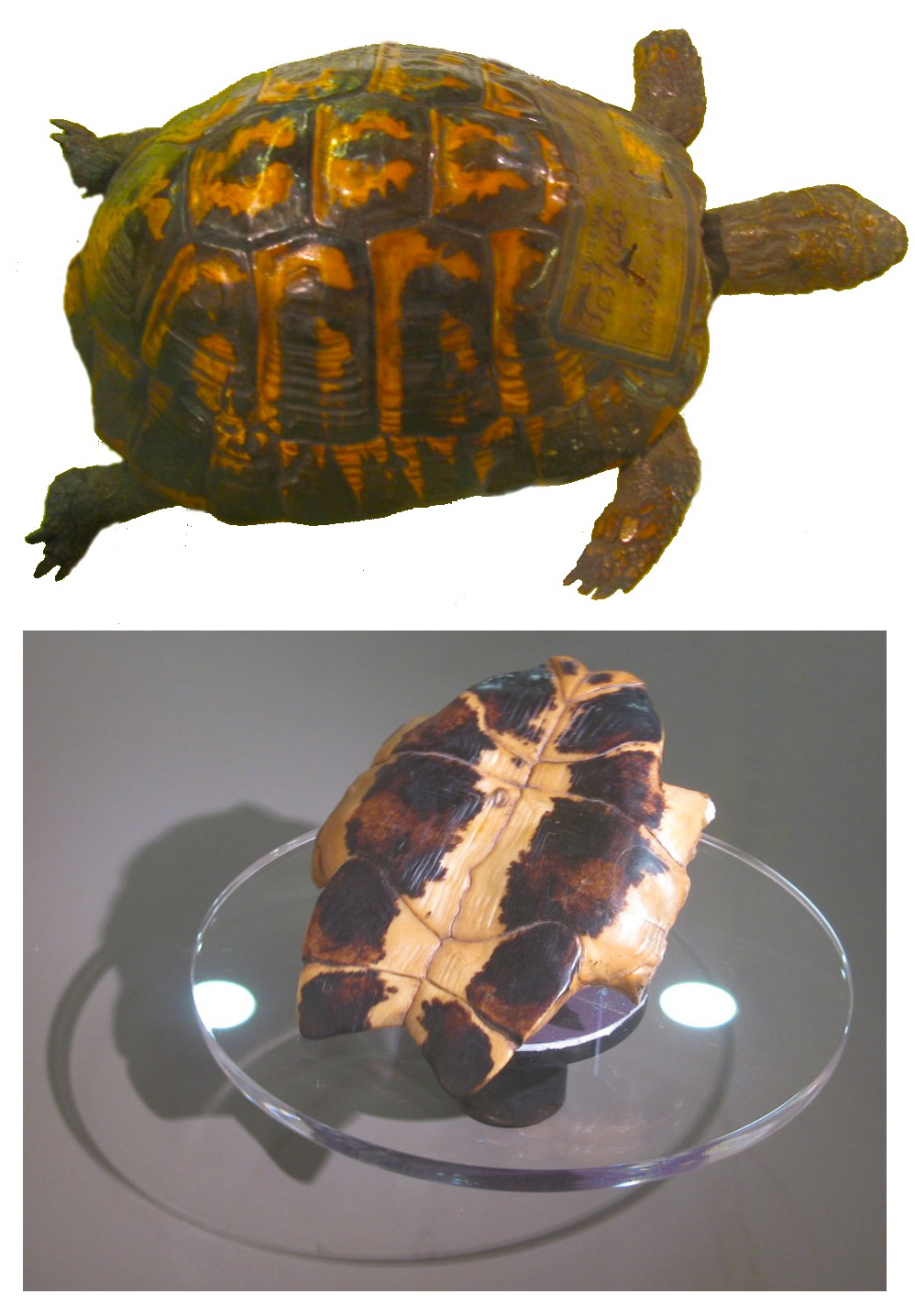
Het holotype van Gmelin in het Musée zoologique de la ville de Strasbourg.

De wetenschappelijke naam van de soort werd voor het eerst voorgesteld door Johann Friedrich Gmelin in 1789. Later werd de wetenschappelijke naam Testudo graeca bettai gebruikt. De soortaanduiding hermanni is een eerbetoon aan de Franse arts en natuuronderzoeker Johann Hermann (1738 – 1800). De ondersoort Testudo hermanni boettgeri is vernoemd naar de Duitse zoöloog Oskar Boettger (1844 – 1910). Gmelin vond de schildpad waarop hij zijn beschrijving baseerde in de collectie van Hermann. Hermann was als professor natuurlijke historie verbonden aan de Jardin botanique de l'Université de Strasbourg en legde de basis voor het Musée zoologique de la ville de Strasbourg. De schildpad was al eerder beschreven in 1789 door Johann Gottlob Schneider, maar deze kende geen wetenschappelijke naam toe aan de schildpad. Lange tijd werden de Griekse landschildpad en de Moorse landschildpad (Testudo graeca) als dezelfde soort beschouwd. Gabriel Bibron splitste beide soorten weer maar deed dat op een ondeugdelijke manier waardoor de soort Testudo hermanni bekend kwam onder de naam Testudo graeca. Voor de soort Testudo graeca werd vaak de wetenschappelijke naam Testudo mauritanica gebruikt, of soms Testudo ibera. De fout werd ontdekt in 1913 door Friedrich Siebenrock maar pas in 1925 werd de naam Testudo hermanni weer in ere hersteld door de Britse zoöloog Stanley Flower.
De Nederlandstalige naam 'Griekse' landschildpad slaat op een deel van het verspreidingsgebied, hoewel de schildpad ook in andere delen van zuidelijk Europa voorkomt. Ook in andere talen wordt een dergelijke naam gebruikt, zoals het Duitse 'Griechische Landschildkröte'. De naam 'Griekse' landschildpad kan echter verwarrend zijn omdat er ook een soort is die als wetenschappelijke naam Testudo graeca heeft, wat letterlijk vertaald 'landschildpad van Griekenland' betekent. In veel andere talen is wordt juist deze soort aangeduid met Griekse landschildpad zoals het Franse 'tortue grecque', het Engelse 'Greek tortoise'. De Nederlandse naam voor deze soort is echter Moorse landschildpad, vergelijkbaar met de Duitse naam 'Maurische Landschildkröte'.
De triviale naam van Testudo hermanni verwijst in andere talen vaak naar de naam in de soortaanduiding, zoals het Engelse 'Hermann's tortoise', het Franse 'Tortue d'Hermann' en het Italiaanse 'testuggine di Hermann'.

## Indeling
De Griekse landschildpad is zeer sterk verwant aan de vierteenlandschildpad (Testudo horsfieldii), die in delen van oostelijk Europa tot in Azië en het Midden-Oosten voorkomt. Beide soorten hebben veel uiterlijke kenmerken gemeen alsmede het feit dat vrij diepe holen worden gegraven in vergelijking met andere soorten uit het geslacht echte landschildpadden (Testudo).
De schildpad werd in het verleden aan andere geslachten toegekend door verschillende auteurs, zoals Protestudo (Chkhikvadze, 1970), Eurotestudo (de Broin, Bour, Parham & Perälä, 2006) en Chersine (Vlachos & Rabi, 2019). Geen van deze geslachten wordt tegenwoordig nog erkend.
Er worden twee ondersoorten onderscheiden; Testudo hermanni boettgeri komt voor in het oostelijke deel van het verspreidingsgebied en Testudo hermanni hermanni in het westelijke deel.
Er zijn diverse verschillen tussen de twee ondersoorten zoals bepaalde uiterlijke kenmerken. Om veelvuldige herhaling van de wetenschappelijke namen te voorkomen zal de ondersoort Testudo hermannni hermanni verder worden aangeduid met de westelijke vorm en de ondersoort Testudo hermanni boetgeri met de oostelijke vorm.
Onder sommige biologen gaan stemmen op om de twee ondersoorten als aparte soorten te erkennen onder de geslachtsnaam Eurotestudo. De westelijke vorm zou volgens dit voorstel Eurotestudo hermanni gaan heten en de oostelijke vorm Eurotestudo boetgeri. Deze zienswijze is echter nog niet algemeen geaccepteerd omdat de precieze genetische relaties tussen de verschillende echte landschildpadden uit het geslacht Testudo nog niet voldoende bekend zijn. De Griekse landschildpad kan hybrides vormen met de vierteenlandschildpad (Testudo horsfieldii).
Er zijn drie ondersoorten die tegenwoordig niet meer worden erkend om verschillende redenen. Veel bronnen noemen Testudo hermanni hercegovinensis als derde ondersoort. Deze wordt tegenwoordig echter gezien als een geografische variatie van T. h. boettgeri. Populaties van de oostelijke vorm werden enige tijd beschouwd als behorend tot de ondersoort Testudo hermanni robertmertensi, maar deze status wordt sinds 1992 niet meer erkend omdat de soortaanduiding robertmertensi als ongeldig wordt beschouwd. Deze naam werd later wel gebruikt voor de populaties op het eiland Mallorca. Populaties van de Griekse landschildpad in de omgeving van Sparta blijven aanmerkelijk kleiner en werden hierom wel voorgedragen als een aparte ondersoort, Testudo hermanni peloponnesica, maar deze naam is nooit algemeen geaccepteerd geweest.
De ondersoorten, inclusief de niet meer erkende vormen, zijn onderstaand weergegeven, met de auteur en het verspreidingsgebied.
| Naam                             | Auteur            | Status   | Verspreidingsgebied |
| -------------------------------- | ----------------- | -------- | --- |
| Testudo hermanni boettgeri       | Mojsisovics, 1889 | Geldig   | Kroatië, Bosnië en Herzegovina, Roemenië, Albanië, Servië, Montenegro, Noord-Macedonië, Bulgarije, Griekenland, Turkije |
| Testudo hermanni hercegovinensis | Werner, 1899      | Ongeldig | Kroatië, Bosnië en Herzegovina, Montenegro                                                                              |
| Testudo hermanni hermanni        | Gmelin, 1789      | Geldig   | Spanje, Frankrijk, Italië                                                                                               |
| Testudo hermanni robertmertensi  | Wermuth, 1958     | Ongeldig | Mallorca |
| Testudo hermanni peloponnesica   | geen              | Ongeldig | Uiterst zuidelijk Griekenland                                                                                           |

## Uiterlijke kenmerken
De Griekse landschildpad is een middelgrote landschildpad die een overwegend geelbruine tot geelzwarte kleur heeft. Er zijn enkele verschillen tussen de westelijke vorm (Testudo hermanni hermanni) en de oostelijke vorm (Testudo hermanni boetgeri). Met name de kleuren van delen van de kop en die van de hoornplaten van het schild wijken wat af, alsmede de lichaamslengte.

### Lichaamsgrootte
De Griekse landschildpad is -vergeleken met Europese landschildpadden- een vrij grote soort, de vrouwtjes worden langer dan de mannetjes. Een volwassen dier kan twee tot vier kilogram wegen. De schildlengte is variabel, exemplaren van de westelijke vorm bereiken zelden een schildlengte van meer dan negentien centimeter maar exemplaren op Corsica worden aanzienlijk groter tot 25 cm, althans de grotere vrouwtjes. Exemplaren van de oostelijke vorm kunnen een schildlengte bereiken tot maximaal 34 cm. Dit betreft alleen exemplaren van de westelijke vorm. Grotere exemplaren zijn voornamelijk bekend uit Bulgarije. De kleinste exemplaren zijn bekend uit het Griekse Peloponnesos en worden door sommigen om die reden als een aparte ondersoort beschouwd, al is dit nooit officieel erkend.

### Kop
De kop is heeft in vergelijking met andere schildpadden een gemiddelde grootte en draagt een snavelachtige, omlaag gekromde bovenkaak. De snuitpunt heeft een enigszins spitse vorm maar steekt niet duidelijk uit. De suboculaire schubben (onder de achterzijde van het trommelvlies) van de westelijke vorm hebben een geelachtige tot heldergele kleur, terwijl deze kleur bij de oostelijke vorm ontbreekt. . De rest van de kop heeft een grijze tot bruine of gele kleur, de voorzijde en de onderzijde van de kop zijn vaak wat lichter gekleurd. De schubben aan de keel zijn rond en hebben geen kleine kegelachtige uitsteeksels zoals bij gelijkende schildpadden voorkomt zoals de snavelborstlandschildpad (Chersina angulata).

### Schild
Het schild bestaat aan de bovenzijde uit het rugschild of carapax, dat voorzien is van hoornplaten die wel de rugschilden worden genoemd. Aan de onderzijde is het zwaardere en sterker verbeende buikschild of plastron aanwezig, dat veel smaller is om ruimte te maken voor de poten.

#### Rugschild

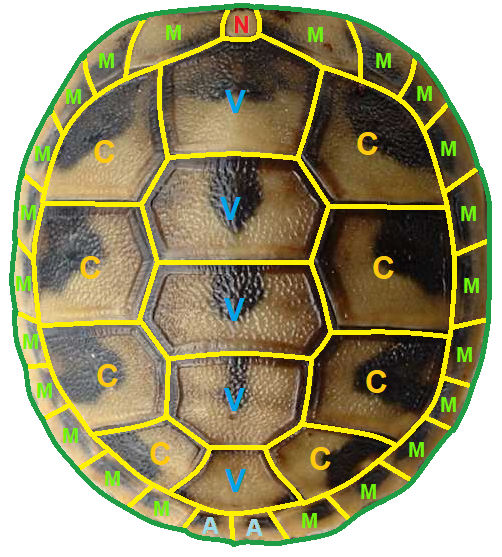
Hoornplaten van het rugschild:

Het rugschild is koepelvormig maar is relatief minder hoog als dat van gelijkende soorten zoals de verwante Moorse landschildpad. Aan de voorzijde, boven de nek, is het kleinste schild gelegen, het nekschild of nuchaalschild. Het rugschild draagt op het midden een rij van vijf wervelschilden (ook wel vertebraalschilden). Aan weerszijden van de wervelschilden zijn vier ribschilden of costaalschilden gepositioneerd. Aan de achterzijde van het laatste wervelschild is het staartschild of supracaudaalschild gelegen. De platen aan de rand van het schild worden de randschilden of marginaalschilden genoemd. Merk op dat ook het nuchaalschild en het staartschild aan de rand zijn gelegen maar niet onder de randschilden vallen. Het staartschild is bij de Griekse landschildpad altijd gepaard en hieraan is de soort van gelijkende schildpadden te onderscheiden.
Het nuchaalschild is bijna vierkant van vorm in vergelijking met verwante soorten. De Egyptische landschildpad (Testudo kleinmanni) is het nuchaalschild afgerond aan de voorzijde, bij de vierteenlandschildpad (Testudo horsfieldii) is het nuchaalschild aanzienlijk smaller. De marginaalschlden zijn ongeveer gelijk van vorm en grootte, ze vormen een gelijkmatige rand rondom de overige schilden en zijn niet verbreed. Bij de gelijkende klokschildpad (Testudo marginata) zijn de marginaalschilden aan de achterzijde van het schild sterk verbreed en bovendien wat omhoog gekromd.
Op het vierde vertebraalschild, gezien vanaf de voorzijde, is bij de westelijke vorm vaak een zwarte vlek aanwezig op het midden van de hoornplaat die bij de oostelijke vorm meestal ontbreekt. Op het vijfde, achterste vertebraalschild heeft de westelijke vorm vaak een overwegend zwarte kleur met een gele vlek die wat weg heeft van een sleutelgat. Deze vlek ontbreekt vrijwel altijd bij de oostelijke vorm of wijkt sterk af.
De hoornplaten aan het rugschild hebben een zwarte vlek in het midden met soms een geel centrum, de rest van de hoornplaat is vaak geel van kleur. De hoornplaten hebben meestal een zwarte kleur aan de naden maar de platen zijn variabel in kleur en tekening. Bij sommige exemplaren zijn de hoornplaten geheel geel van kleur met slechts een zwart midden en dunne zwarte naden tussen de platen. Jongere dieren hebben veel meer geprononceerde kleurvlakken die bij oudere dieren vervagen. Het patroon van lichtere en donkere vlekken op de hoornplaten kan per individu weliswaar iets afwijken maar de patronen zijn individueel steeds ongeveer hetzelfde op iedere plaat. Heel oude exemplaren hebben koepelvormige hoornplaten die duidelijk uitsteken.

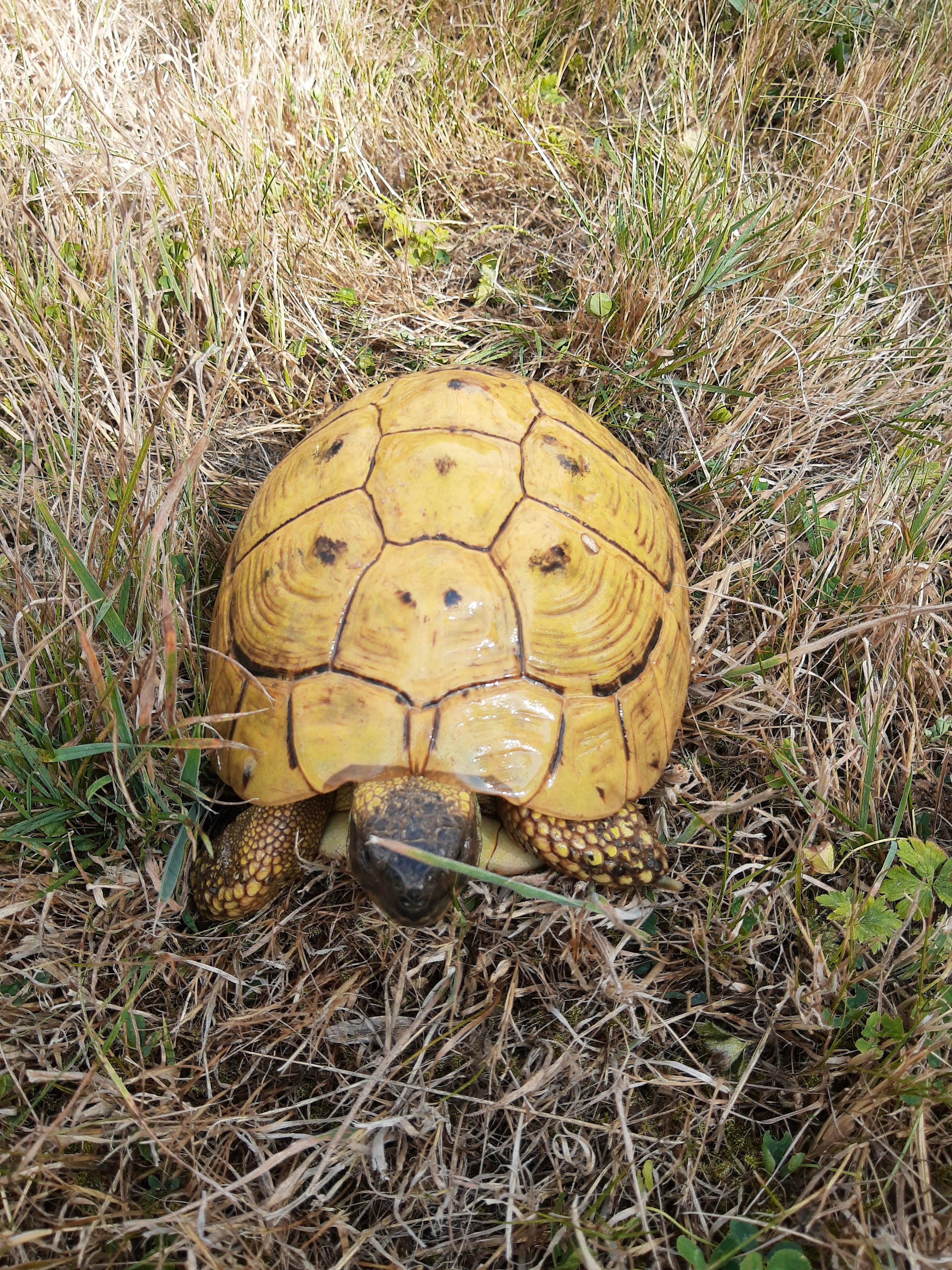
Griekse landschildpad uit Noord-Macedonië

Het rugschild van de ondersoort oostelijke vorm heeft op latere leeftijd duidelijk minder contrast in vergelijking met de westelijke vorm. Exemplaren uit populaties uit Macedonië hebben vaak zeer weinig pigment op het rugschild en hebben een overwegend gele kleur. Deze dieren kunnen hierdoor verward worden met een ondersoort van de Moorse landschildpad; Testudo graeca terrestris.
Het supracaudaalschild is meestal gepaard, dit is een belangrijk verschil met veel gelijkende schildpadden zoals de Egyptische landschildpad en de Moorse landschildpad (Testudo graeca). Bij sommige exemplaren van de Moorse landschildpad komt eveneens een gepaard supracaudaalschild voor. bij de ondersoort Testudo hermanni boettgeri kan het supracaudaalschild soms enkelvoudig zijn. Het supracaudaalschild is bij de mannetjes groter dan bij de vrouwtjes, dit dient om de langere en dikkere staart van de mannetjes te beschermen.
De wervelschilden zijn enigszins vierkant van vorm, ze zijn echter langer in de breedte dan in de lengte. Het achterste wervelschild is wat breder dan de overige schilden. Het midden van de wervel- en ribschilden is met name bij oudere exemplaren wat verhoogd zodat het schild een bulterig oppervlak krijgt.

#### Buikschild

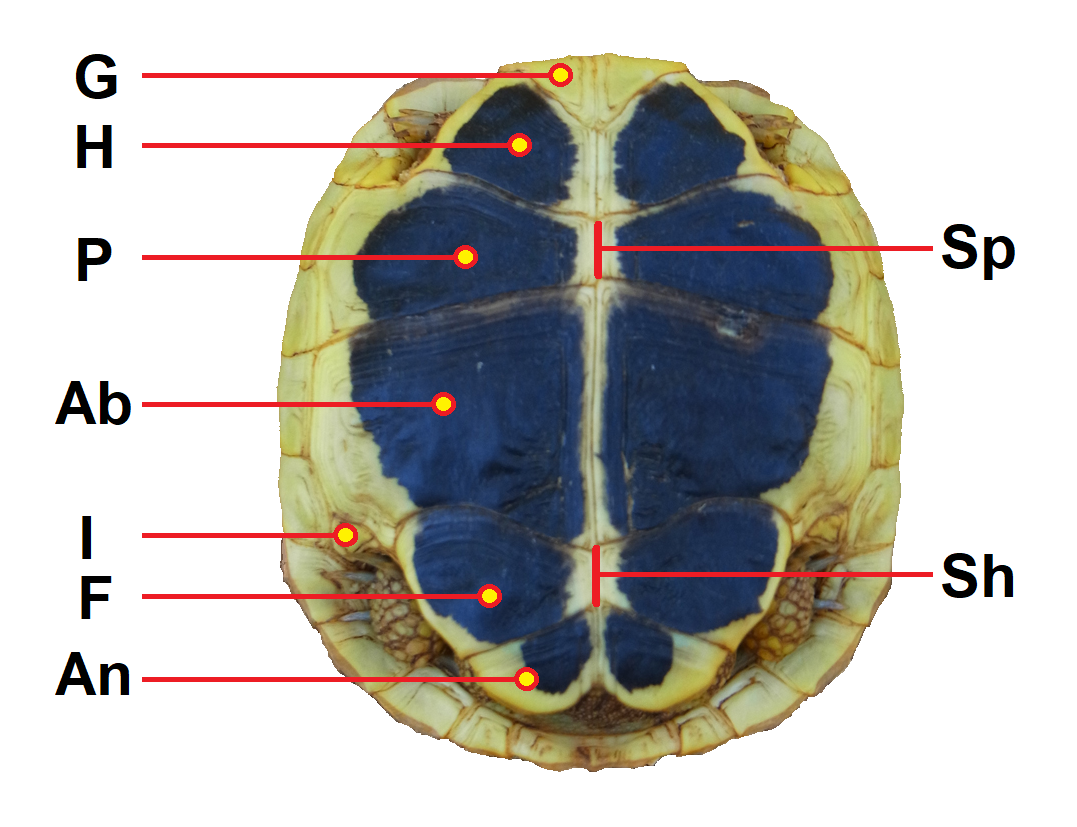
Platen van het buikschild:

Het buikschild bestaat uit zes paar sterk verhoornde platen, er zijn geen scharnierende delen aanwezig zoals van bijvoorbeeld de doosschildpadden bekend is.
Op het buikschild is een groot deel van het schild gitzwart van kleur bij de westelijke vorm. De tekening bestaat uit een zwarte brede band aan beide zijden over de gehele lange aanwezig die loopt van de keelschilden tot op de anaalschilden. Het midden van het schild is altijd ongekleurd. Bij de oostelijke vorm zijn deze banden vaak onderbroken aan de schildranden of zijn slechts enkele vlekken aanwezig. Bij sommige exemplaren is helemaal geen donker pigment aanwezig op het buikschild en is de buikzijde geheel geel van kleur. Bij de westelijke vorm is het gulaire schild altijd ongepigmenteerd, terwijl het schild bij de oostelijke vorm wel voorzien is van een donkere kleur. Er is echter overlap mogelijk waardoor de ondersoorten alleen in het veld zijn te herkennen en bij dieren die in gevangenschap leven is de tekening van het buikschild niet altijd een doorslaggevend determinatiekenmerk. Het buikschild is bij de westelijke vorm oranjegeel van kleur terwijl de oostelijke vorm een meer groenige tint heeft.
Een manier om schildpadden van elkaar te onderscheiden is te kijken naar de relatieve lengtes van de naden tussen de verschillende buikplaten. Hierbij worden de naden van lang naar kort weergegeven, dit wordt de plastronformule genoemd. In het geval van de Griekse landschildpad is de plastronformule als volgt: abd > hum > an >< gul > fem > pect. Dit betekent dat de naad tussen de abdominale plaat en de humerale plaat het langst is, gevolgd door de anale plaat die ongeveer even lang is als de gulaire plaat. Deze is echter langer dan die van de femorale plaat en deze is weer langer dan de pectorale plaat. De ondersoorten zijn ook te onderscheiden aan de relatieve lengtes van de naden tussen de verschillende buikplaten. Bij de westelijke vorm is de naad tussen de femoraalschilden (ook wel bekkenschilden) langer dan de naad tussen de humeraalschilden (of bovenarmschilden) en bij de oostelijke vorm is dit net andersom. De populaties die voorkomen op het eiland Corsica hebben echter wat overlappende kenmerken, zo zijn de femoraalschilden bij deze dieren ongeveer even lang of kleiner dan die van de humeraalschilden. Dit duidt erop dat deze schildpadden mogelijk een kruising zijn van beide ondersoorten.

### Poten en staart
De poten hebben een grijze tot bruine kleur met hier en daar lichtere gele vlekken. Juveniele dieren hebben een donkere kleur van de kop en poten in vergelijking met volwassen schildpadden. De voorpoten zijn voorzien van zowel kleinere als vergrote schubben aan de voorzijde die dienen als een pantser. Aan de voorzijde van de voorpoten zijn vijf tot tien rijen vergrote schubben gelegen, deze schubben overlappen elkaar niet. De voorpoten dragen minstens vier klauwen maar soms is een vijfde aanwezig die echter altijd minder sterk ontwikkeld is. De aanwezigheid van een vijfde klauw is afhankelijk van de genetische kenmerken van het moederdier. Als zij vier klauwen aan de voorpoten draagt hebben de jongen een vier keer zo grote kans om ook vier klauwen te ontwikkelen. De achterpoten dragen met name aan de achterzijde van de pootbasis vergrote schubben ter bescherming. De achterpoten dragen altijd vier klauwen. Aan het aantal klauwen is de Griekse landschildpad te onderscheiden van andere soorten landschildpadden zoals de Egyptische landschildpad. Deze soort heeft altijd vijf klauwen aan zowel de voor- als achterpoten. Aan de binnenzijde van de dijen van de achterpoten zijn geen sporen aanwezig, dit zijn stekelige uitsteeksels die bij gelijkende soorten wel voorkomen, zoals de Moorse landschildpad.
De Griekse landschildpad heeft een opmerkelijke staartpunt die eindigt in een verhoornde, onbeweeglijke stekelachtige structuur. Deze wordt waarschijnlijk door de mannetjes gebruikt om de cloaca van een vrouwtje te stimuleren voorafgaand aan de paring. Ook wordt het orgaan mogelijk aangewend om de penis in de cloaca te brengen. De functie van het orgaan bij vrouwtjes is echter onduidelijk. De verharde staartpunt is bij de mannetjes langer dan bij de vrouwtjes. De seksen zijn ook te herkennen aan de staartpunt; bij vrouwtjes is deze korter dan de nagels aan de poten en bij mannetjes langer.

### Seksuele dimorfie
Het verschil tussen mannetjes en vrouwtjes is bij jonge dieren niet te zien. De belangrijkste seksuele kenmerken ontwikkelen zich meestal pas na tien jaar. Mannetjes krijgen bij een lichaamslengte van ongeveer acht centimeter bredere anaalschilden. De vrouwtjes behouden hun ovale schildvorm terwijl het schild van de mannetjes aan de achterzijde wat breder wordt. Het buikschild van vrouwtjes is plat terwijl dat van mannetjes wat holler is. Dit helpt het mannetje om gemakkelijker op een vrouwtje te klimmen tijdens de paring. De staart van mannetjes wordt breder en langer en ook de verharde staartstekel is langer. De vrouwtjes worden gemiddeld beduidend zwaarder dan mannetjes en ze worden gemiddeld twaalf procent langer.

## Levenswijze
In grote delen van het areaal houden de schildpadden een winterslaap of hibernatie. Hierbij graven de dieren zich in onder de strooisellaag, vaak onder struiken of rottende plantendelen. De meeste exemplaren blijven gedurende de maanden oktober tot maart in hun schuilplaats en bewegen zich niet. Er zijn ook waarnemingen van schildpadden die zich meerdere malen buiten het hol begeven gedurende warmere perioden. Uit studies blijkt dat een temperatuur tot 3,7 graden Celsius boven nul wordt getolereerd. Als de organen van de schildpad een lagere temperatuur bereiken kan dat fataal zijn.
In grote delen van het leefgebied houden de schildpadden een zomerslaap, ook wel estivatie genoemd. Tijdens hete perioden schuilen de schildpadden in holen en spleten onder stenen om de hitte te vermijden. Uit onderzoek blijkt dat een lichaamstemperatuur van meer dan 35 graden Celsius de lichaamsweefsels aantast wat uiteindelijk fataal kan zijn.

### Voortplanting en ontwikkeling

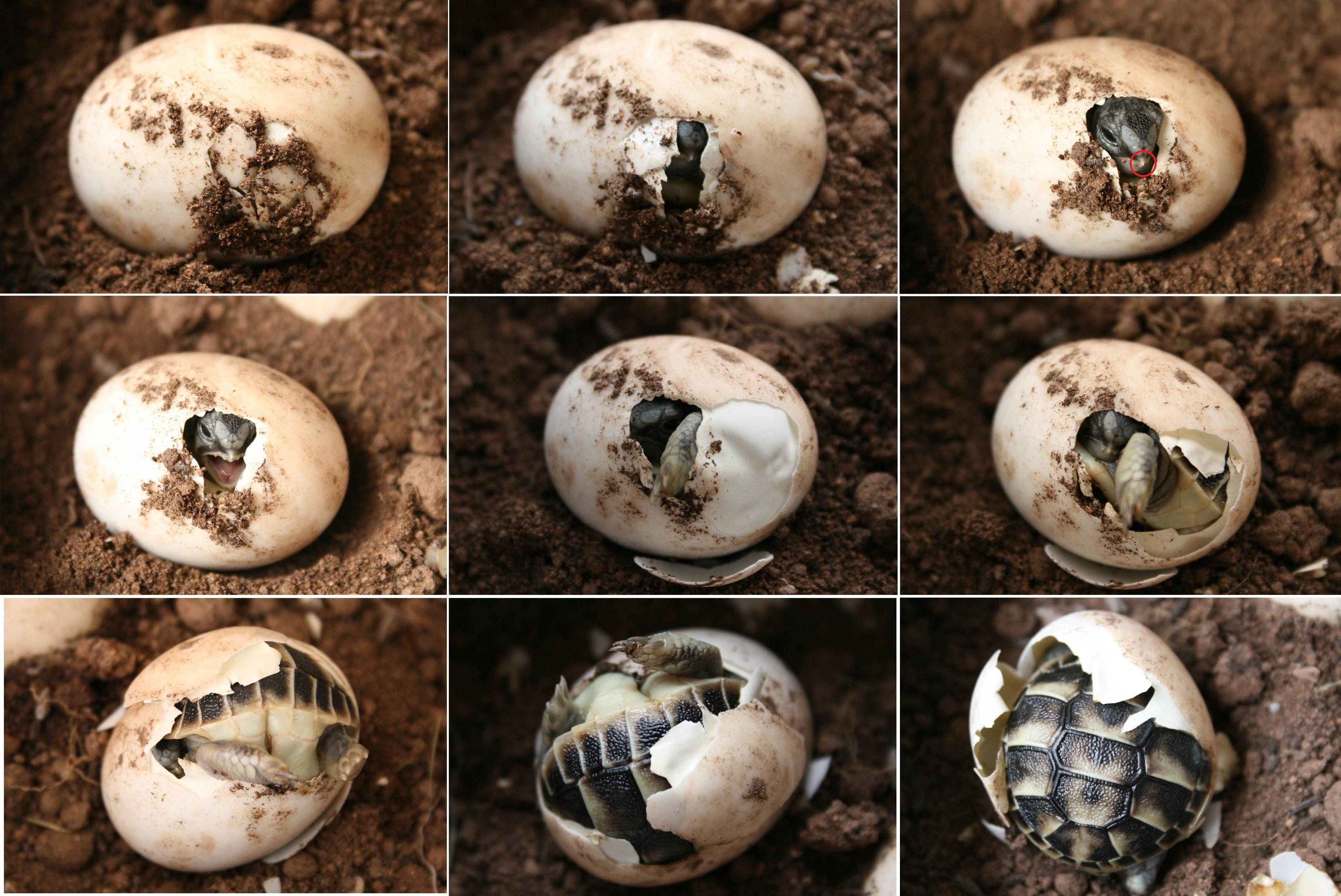
De geboorte van een Griekse landschildpad. Op de foto rechtsboven is de eitand goed te zien (omcirkeld).

De schildpadden komen rond eind februari uit hun winterslaap en zoeken elkaar direct op voor de paring. De mannetjes maken hoge piepgeluidjes die door de vrouwtjes worden herkend. Zij baseren hun partnerkeuze op basis van de lokgeluiden van de mannetjes maar ook het reukvermogen wordt waarschijnlijk gebruikt. Mannetjes verdedigen hun territorium en voeren vaak onderlinge gevechten uit. De mannetjes maken in de voortplantingstijd grommende en sissende geluiden tijdens de paring, net als veel andere landschildpadden. De mannetjes bijten vaak in de poten van het vrouwtje om ze tot paring te dwingen, wat tot verwondingen kan leiden. Ze zijn echter echter niet zo agressief als van andere soorten schildpadden bekend is.
Zowel mannetjes als vrouwtjes hebben vaak meerdere partners. Nadat de eieren zijn ontwikkeld worden ze door het vrouwtje in de bodem afgezet. De vrouwtjes kiezen vaak dicht begroeide plekken uit voor het graven van het nest zodat roofdieren er moeilijker bij kunnen komen. De lengte van de periode waarin de nesten worden gegraven is afhankelijk van de dag- en nachtlengte (fotoperiodiciteit) Het nest is enigszins boonvormig en heeft een diepte van ongeveer zes tot tien centimeter. Een vrouwtje kan meerdere nesten produceren in een seizoen, soms wordt ongeveer drie weken later een tweede nest gegraven. In het nest worden een tot vijf eieren afgezet die een witte kleur en een harde schaal hebben. De westelijke ondersoort zet over het algemeen minder eieren af dan de oostelijke ondersoort. De eieren hebben een ovale vorm en zijn 32 millimeter lang en 24 mm breed. De incubatietijd bedraagt ongeveer drie maanden, net als andere schildpadden kent de Griekse landschildpad een temperatuurafhankelijke geslachtsbepaling.
Dit betekent dat het geslacht niet afhankelijk is van geslachtschromosomen maar van de omgevingstemperatuur gedurende de eerste weken van de embryonale ontwikkeling. De omgevingstemperatuur moet tussen bepaalde waarden liggen, bij een temperatuur lager dan 23 graden of hoger dan 34 graden Celsius komen ze niet uit. Ook onder ideale omstandigheden zijn echter niet alle eieren levensvatbaar en komt ongeveer 75 procent van de eieren uit. De jongen kruipen vanaf half augustus tot september uit hun ei.
Bij de Griekse landschildpad komen bij een temperatuur van ongeveer 26 graden Celsius alleen mannetjes uit het ei en bij een temperatuur van ongeveer 30° C alleen vrouwtjes. Als de temperatuur ergens in het midden ligt komen er zowel mannetjes als vrouwtjes uit het ei, het omslagpunt ligt bij ongeveer 28,5 graden.
Als het embryo zich volledig heeft ontwikkelt verlaat het jong het ei, hierbij wordt zoals gebruikelijk is bij schildpadden de eitand gebruikt. Deze verharde structuur is gelegen aan de bovenkaak en dient alleen om een gaatje te maken in de eierschaal zodat het jong het ei verder kan openbreken. Vlak na het verlate van het ei valt de eitand af. Wanneer de jonge schildpadden uit het ei kruipen hebben ze een gewicht van ongeveer tien gram. De juvenielen komen alleen bovengronds na hevige regenval die gedurende het legseizoen optreedt tussen augustus en september. Als de eieren te laat in het seizoen zijn afgezet of als de regen gedurende het nestseizoen uitblijft, kruipen ze wel uit hun ei maar blijven in de nestholte en komen pas gedurende de volgende lente tevoorschijn. De meeste juvenielen -zo'n tachtig procent- komen uit wat een relatief hoog overlevingspercentage is. Het schild is de eerste vier jaar nog erg zacht waarna het langzaam begint uit te harden en dat maakt ze kwetsbaar voor vijanden. Ze zijn in het wild zelden te zien omdat ze zich het grootse deel van de dag verstoppen in schuilplaatsen. Het overgrote deel van de jongen worden echter opgegeten door roofdieren en slechts vier of vijf op de duizend uitgekomen juvenielen is drie jaar later nog in leven. De jonge dieren blijven vaak in de omgeving waar ze zijn geboren en verspreiden zich pas nadat het schild volledig is verhard. Dit duurt ongeveer zes tot acht jaar en het overlevingspercentage wordt dan ook aanzienlijk hoger. De mannetjes zijn geslachtsrijp na ongeveer acht tot twaalf jaar volwassen, de vrouwtjes doe er iets langer over en kunnen zich na tien tot veertien jaar voortplanten.
De maximale leeftijd in het wild wordt geschat op dertig tot zestig jaar, sommige exemplaren kunnen waarschijnlijk meer dan 100 jaar oud worden.
|  |  |  |  |

### Voedsel en vijanden
De Griekse landschildpad leeft vrijwel uitsluitend van plantaardig materiaal. Op het menu staan voornamelijk vele planten en kruiden die in de natuurlijke habitat te vinden zijn zoals grassen, bladeren en . Er is een grote voorkeur voor verschillende soorten paardenbloemen (Taraxacum), klaver (Trifolium), aardbeien. Grassen worden wel gegeten, maar deze hebben niet de voorkeur zoals van de gelijkende Moorse landschildpad bekend is. Soms worden echter ook wel regenwormen of slakken gegeten, evenals aas zoals dode hagedissen, amfibieën of zoogdieren.
Met name de jongere dieren zijn zeer kwetsbaar voor een breed scala aan roofdieren. Pasgeboren Griekse landschildpadden kunnen zelfs door wespen en mieren worden buitgemaakt en gedood. De wat oudere schildpadden hebben een relatief zacht schild en kunnen door vele dieren worden gegeten. Voorbeelden zijn verschillende roofvogels, opportunistische vogels zoals eksters, zoogdieren als ratten, egels, dassen, vossen en wilde zwijnen, en ten slotte grotere reptielen zoals slangen. Volwassen exemplaren hebben door hun relatief harde schild en aanzienlijke lichaamsgrootte weinig natuurlijke vijanden.
De Griekse landschildpad wordt geparasiteerd door verschillende ongewervelde dieren, zoals teken en nematoden. De schildpad kan ook geïnfecteerd raken door virussen, zoals het schildpadden-herpesvirus (tortoise herpesvirus of TeHV). Er zijn vier varianten, TeHV1 - 4, waarvan de derde variant het meest voorkomt. TeHV3 kan leiden tot ziekte of de dood van de dieren. Ook de variant TeHV1 komt voor maar hier is deze soort minder gevoelig voor. Daarnaast kan soms Ferlavirus voorkomen dat eveneens bekend staat als een typisch reptielenvirus. Dit virus behoort tot de paramyxovirussen.

## Verspreiding en habitat

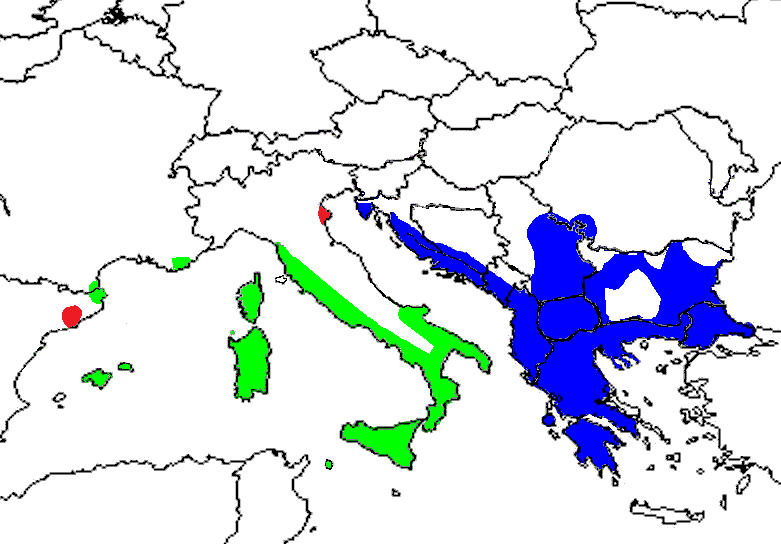
Verspreidingengebied van de Griekse landschildpad.
Testudo hermanni hermanni
Testudo hermanni boettgeri
Uitgezette exemplaren

De Griekse landschildpad komt voor in delen van zuidelijk Europa en leeft in de landen Italië, grote delen van de Balkan, Zuid-Frankrijk (in het gebergte les Maures boven Saint-Tropez), Spanje, Portugal, Griekenland inclusief veruit de meeste eilanden, Sardinië en Corsica. De verspreidingsgebieden van de twee ondersoorten worden gescheiden door de Povallei.

### Westelijke populatie:T. s. hermanni
In Spanje is de Griekse landschildpad te vinden rondom de stad Barcelona, hier is een populatie aanwezig die wordt ondersteund door dieren die in gevangenschap worden gekweekt. Ook op de eilanden Mallorca en Menorca komt de soort voor, maar is hier geïntroduceerd. De schildpad heeft een andere geïsoleerde populatie in Catalonië, ten noorden van Girona tot net over de Franse grens.
In Frankrijk komt de schildpad verder voor in een klein gebied ten oosten van de stad Toulouse in het Esterelmassief en de Plaine des Maures. Hier zijn ongeveer tien populaties aanwezig. Daarnaast is de schildpad te vinden op het eiland Corsica waar het die voornamelijk in het oostelijke en zuidelijke deel voorkomt. Langs de noordelijke kust en bij de plaats Corte komen versnipperde populaties voor.
In Italië komt de schildpad voor in het kustgebied van de Tyrreense Zee tot aan Toscane in het noorden. Aan de oostelijke kant komt de schildpad voor langs de Adriatische kust tot noordelijk in Molise. In het zuiden van het land komt de soort over de gehele breedte voor. De populaties komen voor tot maximaal vijftig kilometer landinwaarts.Daarnaast leeft de schildpad op de eilanden Sicilië, Sardinië en het eiland Asinara. De schildpad is op Sardinië geïntroduceerd door de mens maar deze introductie heeft al in de prehistorie plaatsgevonden.
Op het Italiaanse eiland Elba was de schildpad nog vrij algemeen in de negentiende eeuw maar verschillende onderzoekers meldden in 1954, 1968 en 1995 dat het dier hier was uitgestorven. In 2002 werd er nog een enkel exemplaar waargenomen maar waarschijnlijk betreft dit een uitgezet dier.

### Oostelijke populatie:T. s. boettgeri
In Kroatië is de schildpad aanwezig in het zuidelijke deel van het schiereiland Istrië in het Kroatische deel ervan en in een strook langs de Adriatische kuststrook, inclusief enkele eilanden langs de kust. In Montenegro beslaat het areaal een brede strook langs de kust. In de landen Bosnië en Herzegovina en Roemenië is de schildpad alleen in het uiterst zuidwestelijke deel te vinden. In de landen Albanië, Servië, Noord-Macedonië komt het dier vrijwel in het gehele land voor. In Bulgarije ontbreekt de soort alleen in noordelijke delen en in een deel in het midwesten van het land rond het Rodopegebergte.
In Griekenland komt de schildpad vrijwel overal voor inclusief een aantal eilanden. In het drogere zuiden van het land is de soort echter zeldzamer, hier komt de klokschildpad (Testudo marginata) meer voor. Het meest oostelijke deel van het areaal strekt zich uit tot een klein deel van westelijk Turkije, ten westen van Istanbul.
In de literatuur worden nog wel meer populaties vermeld maar zijn niet meer relevant, zoals een populatie op Cyprus die waarschijnlijk berust op een vergissing. Ook Malta wordt wel vermeld als mogelijk verspreidingsgebied maar hier komt de schildpad tegenwoordig niet voor. Een populatie uit de Pyreneeën wordt ook vermeld in oudere literatuur en hoewel de schildpad daar oorspronkelijk inderdaad voorkwam zijn alle exemplaren omgekomen bij een natuurbrand in 1986.

### Habitat
De habitat bestaat uit gematigde eikenbossen en scrublands, meer specifiek de garrigue en de maquis van het gebied rond de Middellandse Zee. Met name stenige, zonnige heuvels en kustduinen die een schaarse begroeiing hebben van graspollen en struiken zijn een geschikte biotoop. De schildpad kan hier zowel overzomeren als het te warm wordt en overwinteren tijdens strenge winters. Ook biedt een dergelijk halfopen habitat zowel plaatsen om te zonnen om het voedsel beter te verteren als om in de schaduw te schuilen tegen de hitte op het heetst van de dag. Permanent vochtige omgevingen zoals moerassen en veengebieden worden vermeden.
Ook in door de mens aangepaste streken zoals weilanden, akkers, spoorwegbermen en landelijke tuinen kan de schildpad worden gevonden.
De hoogteverspreiding verschilt per land, in Italië komt de schildpad voornamelijk voor op een hoogte van 400 tot 500 boven zeeniveau voor, zuidelijker soms tot 800 meter. In Bosnië en Herzegovina is de schildpad voornamelijk te vinden rond de 500 meter en in Griekenland meestal rond de 140 meter. In Bulgarije kan de Griekse landschildpad plaatselijk tot op een hoogte van 1400 meter boven zeeniveau worden aangetroffen.

## In gevangenschap

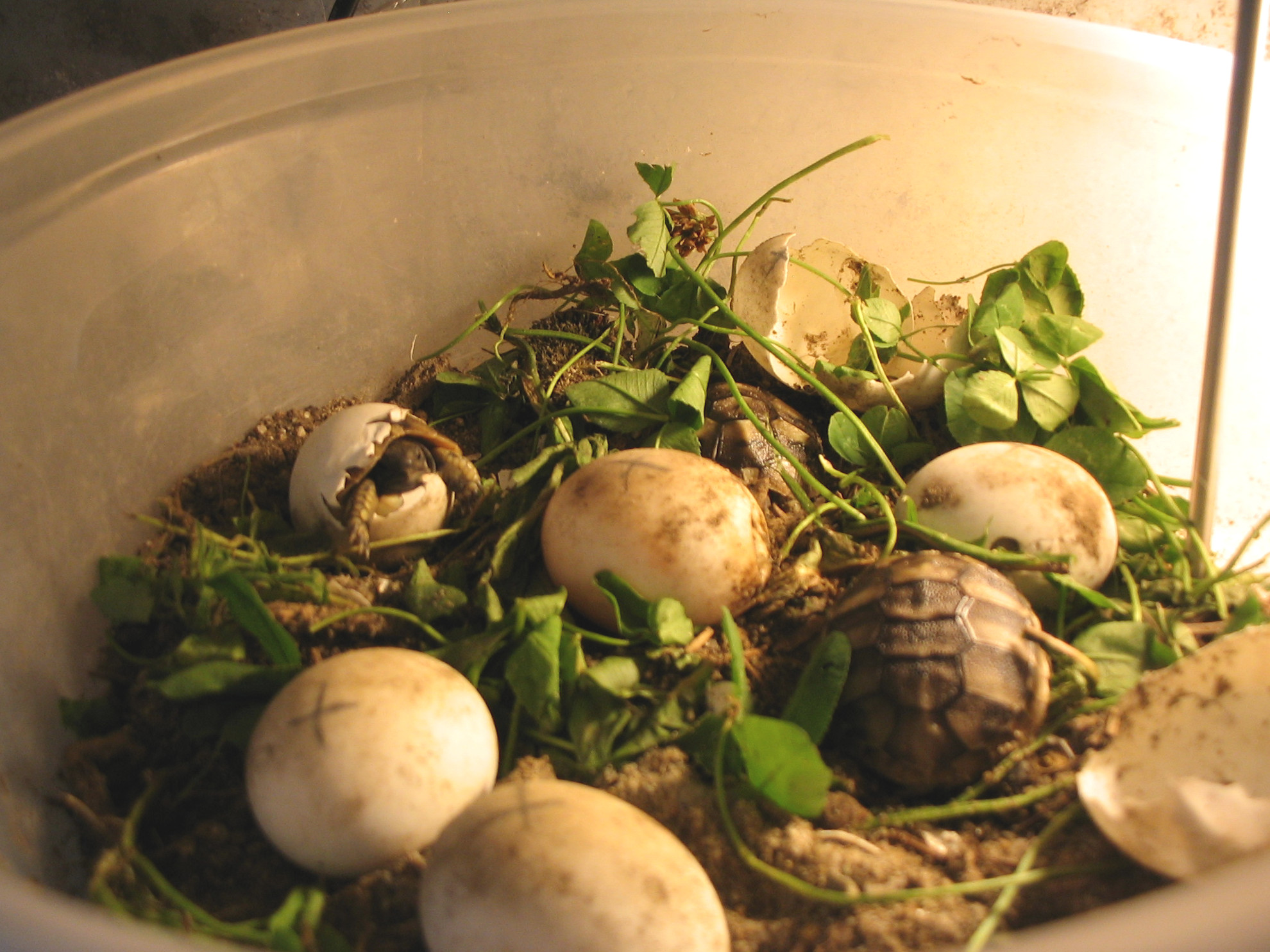
De schildpad is populair in een terrarium. Hier komen de eieren uit van in gevangenschap gehouden exemplaren.

Omdat de soort niet veel eisen stelt aan de leefomgeving en een alleseter is die zich relatief makkelijk voortplant, is de Griekse landschildpad populair in terraria, waardoor veel over de levenswijze bekend is. Met name de ondersoort Testudo hermanni boettgeri plant zich gemakkelijk voort. In de Verenigde Staten wordt jaarlijks een grote hoeveelheid juvenielen gekweekt die op de markt komen. Daarnaast wordt deze ondersoort beschouwd als gemakkelijk in leven te houden door de grotere tolerantie voor koudere temperaturen en afwijkende leefomgevingen.
Tegenwoordig is de Griekse landschildpad nog steeds een van de populairste schildpadden in gevangenschap, maar er is een zeer groot aantal liefhebbers die middels fokprogramma's vele jonge dieren op de markt brengen. Exemplaren die in het wild zijn gevangen hebben geen bijbehorend certificaat en worden door kwekers beschouwd als illegaal en ongewenst. In Europa werd door de Europese Unie een importverbod ingesteld voor een groot aantal diersoorten en een exportverbod van deze soorten uit het land van herkomst.
Veel schildpadden worden in relatief warme landen rond het Middellandse Zeegebied gehouden als 'tuinschildpad', ze zijn gemakkelijk in leven te houden omdat ze van verschillende planten eten en worden als decoratief en aanhankelijk beschouwd. Als de schildpadden worden gevoerd zijn ze niet schuw als ze eenmaal aan mensen gewend zijn en worden als huisdier gezien. Liefhebbers van schildpadden hebben veel geld over om een exemplaar in hun tuin te houden waardoor het aantal verkopers van illegale schildpadden in landen als Frankrijk sterk is toegenomen.
In de landen die behoorden tot voormalig Joegoslavië werden er in de twintigste eeuw in veertig jaar tijd ongeveer twee miljoen schildpadden gevangen en geëxporteerd wat een zeer negatieve invloed heeft gehad op de populaties. De Griekse landschildpad kwam voor die tijd veelvuldig voor maar als gevolg van de intensieve jacht op de dieren zijn vele populaties sterk in aantal afgenomen of zelfs geheel verdwenen.
Ondanks het vangstverbod wordt deze soort nog steeds illegaal gestroopt in het wild vanwege de relatief hoge prijs die geboden wordt door handelaren in exotische dieren. Daarnaast levert het vlees veel geld op in landen in Azië, waar het eten van schildpaddenvlees of de gemalen schilden als geneeskrachtig wordt gezien. Omdat in Azië schildpadden steeds zeldzamer worden is de vraag naar soorten uit andere delen van de wereld sterk toegenomen. De Griekse landschildpad werd alleen al in Vietnam meerdere malen aangeboden via advertenties op Facebook in de periode 2013 tot 2018.

## Bedreiging en bescherming

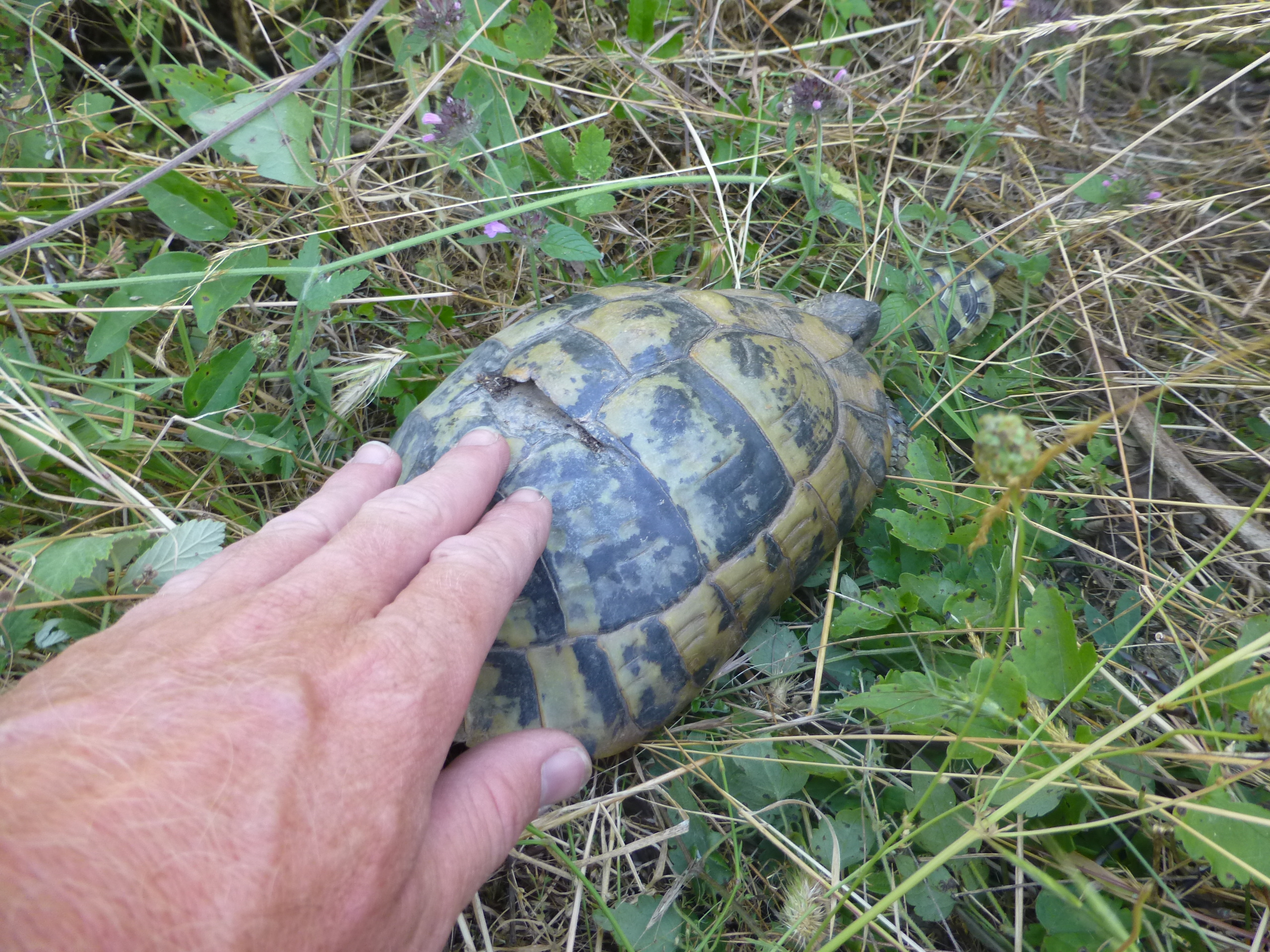
Het vangen van exemplaren uit het wild is een belangrijke bedreiging.

De Griekse landschildpad kwam rond 2000 jaar voor Christus voor in een brede strook langs de kust van het noordelijke deel van het Middellandse Zeegebied.
De Griekse landschildpad was al in de Middeleeuwen populair als voedsel bij kloosters en begijnhoven tijdens de vastentijd, net als andere schildpadsoorten. De reden hiervoor is het feit dat de schildpad in de Bijbel wordt gezien als 'vlees noch vis' en het eten van schildpadvlees niet expliciet was verboden, net als bijvoorbeeld het vlees van slakken en kikkers. Aan het begin van de 20e eeuw kwam de Griekse landschildpad nog voor in een brede band van Spanje tot iets ten noorden van Rome.
Tijdens de Tweede Wereldoorlog werd voedsel op rantsoen gezet en was vlees bijzonder schaars. De Europese schildpadden, waaronder deze soort, hebben daar sterk onder geleden omdat met name een landschildpad een gemakkelijk te vangen prooi was die bovendien rijk is aan proteïnen. Na de oorlog kwam de soort nog voor in het Frans departement Bouches-du-Rhône, de Zee-Alpen tussen Frankrijk en Italië en in lagere delen van bergen in de Italiaanse regio Abruzzen.
Als gevolg van uitbreiding van de landbouw, verstedelijking, het bebouwen van veel kuststreken voor het toerisme en de uitbreidende veehouderij ging de Griekse landschildpad in aantal en verspreidingsgebied achteruit. Bovendien was de schildpad een van de populairste landschildpadden in de handel in exotische dieren vanwege de ruime beschikbaarheid in de natuur en de lage eisen die door het dier gesteld worden aan de verzorging. Tot ver in de jaren 70 werden miljoenen exemplaren uit het wild weggevangen en verkocht aan dierenspeciaalzaken. Deze situatie veranderde in 1977, toen de eerste beschermingsmaatregelen werden doorgevoerd. In Nederland trad de Wet bedreigde uitheemse dier- en plantensoorten in werking, tegenwoordig is deze wet samengevoegd met andere wetten in de Wet natuurbescherming.
De eieren van schildpadden, waaronder die van de Griekse landschildpad, worden vaak vernietigd als men ze tijdens het graven tegenkomt omdat ze worden verward met de eieren van slangen. Natuurbeschermingsorganisaties proberen het publiek voor te lichten met campagnes om mensen bewust te maken van het feit dat slangen voornamelijk jagen op schadelijke knaagdieren zoals muizen en ratten. Bovendien zijn veel slangen die het areaal van de Griekse landschildpad delen eierlevendbarend en zetten dus geen eieren af.

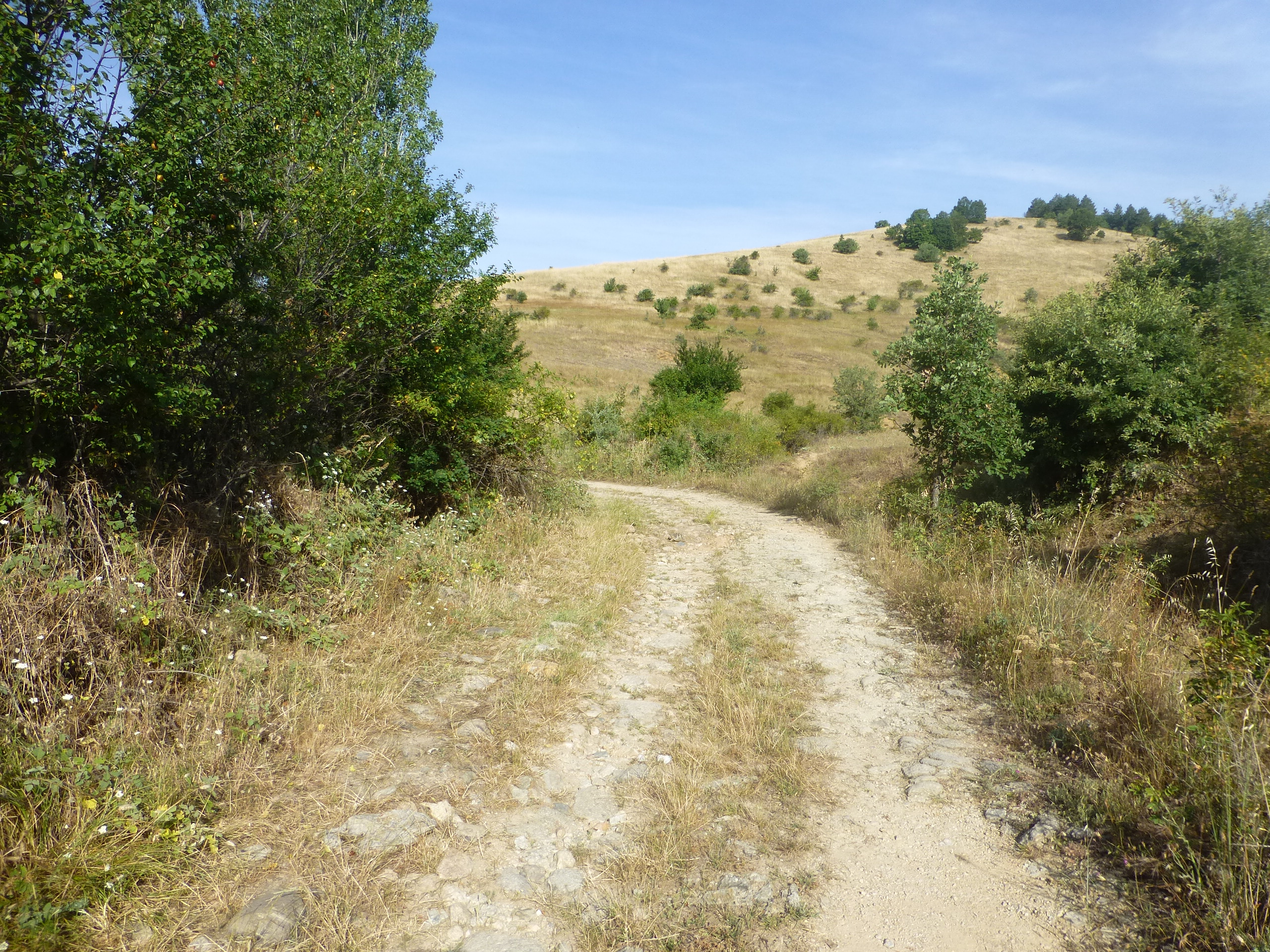
Exemplaren die zich op onverharde of verharde wegen begeven lopen de kans om te worden doodgereden.

Twee studenten genaamd Marc Chelan en David Stubbs bestudeerden begin jaren 80 de Griekse landschildpad in zijn natuurlijke habitat in de regio Var. Cheylan deed studie naar de biologie van de schildpad terwijl Stubbs de ecologie onderzocht. Toen de journalist Bernard Devaux de twee ontmoette werd in 1986 de vereniging SOPTOM opgericht, deze naam staat voor Station d'Observation et de Protection des Tortues et de leurs Milieux. De stichting richt zich vrijwel uitsluitend op het in stand houden en waar mogelijk uitzetten van de Griekse landschildpad. SOPTOM voerde een jarenlange strijd tegen projectontwikkelaars die het natuurlijke leefgebied wilden bebouwen met bijvoorbeeld fabrieken, golfbanen en hotels. Sinds 2009 beschikt de vereniging over een gebied van 5300 hectare dat de status van nationaal park geniet en door wetgeving wordt beschermd.
Op 16 augustus 2021 brak een brand uit in het natuurreservaat Plaine des Maures, een laagvlakte in het departement Var in het zuiden van Frankrijk. De brand woedde tot 26 augustus en verwoestte een groot deel van een van de belangrijkste populaties van de Griekse landschildpad. Na de brand werden gewonde exemplaren verzameld door leden van SOPTOM en verzorgd tot ze weer konden worden uitgezet.
De schildpad wordt tegenwoordig voornamelijk bedreigd door de vernietiging van de natuurlijke habitat, zoals de verstedelijking van landelijke gebieden. De soort wordt tegenwoordig voornamelijk langs de kuststreken teruggedrongen als gevolg van de ontwikkeling van het toerisme. Hierdoor wordt het ecosysteem veranderd dan wel aangetast. In uitgesproken bergstreken, waar minder ontwikkelingen zijn op toeristisch gebied, kan de schildpad zich vaak nog goed handhaven. Een andere belangrijke bedreiging zijn bosbranden die voornamelijk in het Middellandse Zeegebied steeds vaker voorkomen. Berucht zijn de branden in het Franse departement Var in het jaar 1990 en later in 2003. Deze hebben een aanzienlijke schade toegebracht aan de natuur waaronder enkele van de belangrijkste populaties van de Griekse landschildpad.
Andere bedreigingen zijn het telen van vaste, niet verhoute planten en het verbouwen van eenjarige gewassen en verschillende vormen van veeteelt. Ook het gebruik van chemicaliën die leiden tot vervuiling of het vergiftiging van planten en dieren in het ecosysteem, zoals herbiciden en pesticiden, heeft een negatieve invloed op het natuurlijke leefgebied. Ook het aanleggen van wegen en spoorlijnen heeft een negatieve impact omdat het de verschillende levensgebieden doorkruist, zeker als het een verhoogde of verzonken weg of spoorlijn betreft. Daarnaast worden veel dieren doodgereden door het verkeer, zogenaamde 'roadkill'.
Door de internationale natuurbeschermingsorganisatie IUCN is de beschermingsstatus 'gevoelig' toegewezen (Near Threatened of NT).
Om het voortbestaan van de soort veilig te stellen zijn verregaande maatregelen nodig zoals het beschermen van natuurlijke leefgebied, het voorlichten van de bevolking en het in een beschermde omgeving opkweken van jonge dieren om ze later in het wild uit te zetten. Een van de belangrijkste beschermingsmaatregelen voor schildpadden uit het Middellandse Zeegebied -en wellicht schildpadden in het algemeen- is de bevolking voor te lichten over het feit dat schildpadden geen huisdieren zijn en uitsluitend in de natuur thuishoren.

### Wetgeving

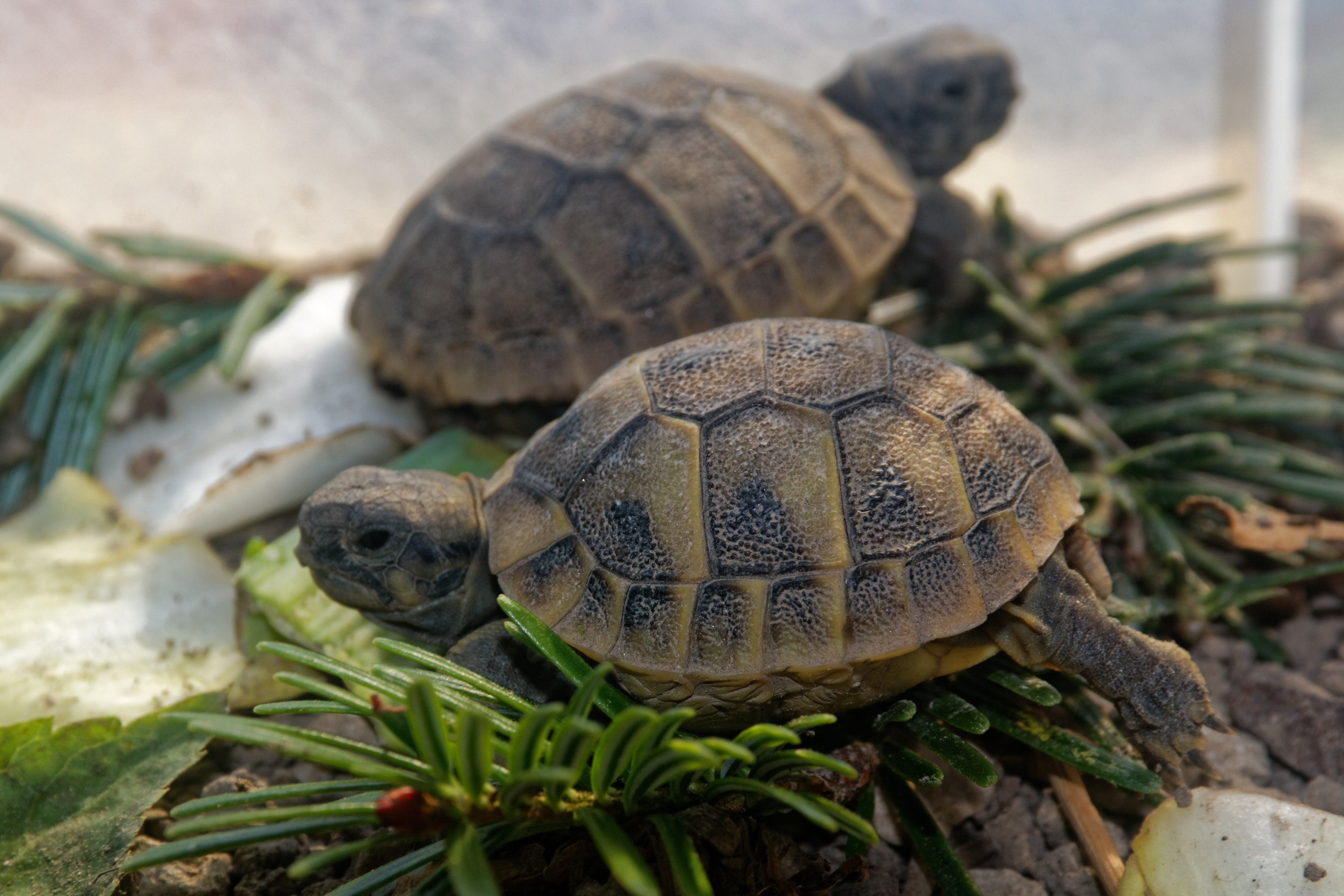
Jonge exemplaren moeten worden geregistreerd als ze een gewicht van ongeveer 500 gram bereiken. Afgebeeld zijn exemplaren die in gevangenschap zijn geboren.

De Griekse landschildpad en de habitat van de soort wordt beschermd door verschillende wetten, voornamelijk besluiten afkomstig van de Europese Unie.
Op 1 juli 1975 trad het CITES-verdrag in werking, voluit de Convention on International Trade in Endangered Species of Wild Fauna and Flora. Deze wet beperkte het wegnemen van plant- en diersoorten uit het wild. De Griekse landschildpad werd opgenomen in Bijlage II; all species which, although not necessarily now threatened with extinction, may become so unless trade in specimens of such species is subject to strict regulation in order to avoid utilization incompatible with their survival; and (b) other species which must be subject to regulation in order that trade in specimens of certain species referred to in sub-paragraph (a) of this paragraph may be brought under effective control. Om de dieren in gevangenschap te houden is een CITES vergunning nodig voor elk dier. Deze CITES vergunning wordt uitsluitend uitgegeven bij nakweek dieren van geregistreerde kwekers. Daarnaast is het verplicht om ieder dier te voorzien van een chip zodra de schildpad hiervoor voldoende groot is. De richtlijn schrijft voor dat de schildpad gechipt moet zijn vanaf een gewicht vanaf 500 gram.
500 gram
In 1979 kwam de Convention on the conservation of European wildlife and natural habitats tot stand, beter bekend als de Conventie van Bern. Dit verdrag betreft het behoud van in het wild voorkomende dier- en plantensoorten en de daarbij behorende grensoverschrijdende natuurlijke habitats in Europa. De Griekse landschildpad werd opgenomen in Bijlage II; strictly protected fauna species, en in 2011 in een reviseerde versie verscheen de soort in Bijlage I; Bern Convention listing the species requiring specific habitat conservation measures.
Op 21 mei 1992 werd de Europese richtlijn 92/43/EEG inzake de instandhouding van de natuurlijke habitats en de wilde flora en fauna uitgevaardigd, beter bekend als de Habitatrichtlijn. Deze richtlijn heeft als doel de natuurlijke habitats van verschillende dieren te beschermen. Deze richtlijn behelst ook bepalingen voor beschermde diersoorten waarvan de commerciële handel verboden is, waaronder de Griekse landschildpad. De soort is opgenomen in Bijlage II: animal and plant species of community interest whose conservation requires the designation of special areas of conservation. In een herziene versie uit 2007 werd de schildpad opgenomen in Bijlage IV; animal and plant species of community interest in need of strict protection.
In 2014 werd de Europese verordening No 338/97 on the protection of species of wild fauna and flora by regulating trade therein van kracht, waarin de handel in producten van bedreigde dieren en planten wordt gereguleerd. De Griekse landschildpad is opgenomen in Bijlage A; All CITES Appendix I species, except where EU Member States have entered a reservation; Some CITES Appendix II and III species, for which the EU has adopted stricter domestic measures; Some non-CITES species.